# Dalhousie Gazette
The Dalhousie Gazette (kurz: The Gazette) ist die Studentenzeitung der Dalhousie University in Halifax (Kanada). Sie erscheint seit 1868 und ist damit die älteste, dauerhaft erscheinende Studentenzeitung Nordamerikas.
Mit einer wöchentlichen Auflage von 10.000 Stück ist sie die zweitgrößte in Halifax erscheinende Zeitung. Sie wird von der Dalhousie Gazette Publishing Society herausgegeben und finanziert. Mitglieder dieser Vereinigung sind neben den Herausgebern auch die Autoren und die Mitglieder des Dalhousie Gazette Publishing Board. Zur Finanzierung erhebt die Zeitung einen monatlichen Beitrag von etwa 5 US-Dollar pro Studienjahr.
Die Hauptaufgabe der Gazette ist die unabhängige Berichterstattung über finanzielle, soziale und administrative Körperschaften des Studentenwerks, der studentischen Vereinigungen und der Universität selbst. Zudem berichtet sie über Veranstaltungen der Studenten und Alumni. In der Gazette wird wöchentlich ein anonymer Beitrag veröffentlicht, der sich mit umstrittenen politischen Fragen beschäftigt. Zusammen mit dem Studentenwerk hat die Zeitung seit Mitte der 1990er Jahre immer wieder Reformen der Finanzierung der Hochschulbildung in Kanada gefordert. Dieses Thema berührt die Studenten der Dalhousie University in besonderem Maße, da sie die höchsten Studiengebühren im ganzen Land bezahlen.
Schon wegen ihrer Auflagenstärke setzt sich die Zeitung immer wieder auch mit außeruniversitären Ereignissen auseinander. In den letzten Jahren wurden von internationaler und regionaler Politik bis hin zu Berichten über Auftritte lokaler Künstler sämtliche Sparten abgedeckt.
Das studentische Engagement für die Zeitung ist außerordentlich hoch. Neben finanzieller Unterstützung sind viele Studenten als Autoren oder Fotografen tätig.
Eine Ausgabe der Gazette hat 20 bis 28 Seiten, mit etwa 1.000 bis 2.000 Wörter pro Seite. Im Jahr 2006 beschäftigte die Zeitung zwölf bezahlte Herausgeber, eine Bürofachkraft und einen Graphikdesigner.